# Kalocora aurea
Kalocora aurea és una espècie d'odonat zigòpter de la família Protoneuridae endèmica del Valle del Cauca (Colòmbia).
Viu als rius, rierols, aiguamolls i boscos de clima tropical i subtropical humit.
Tot i que s'ha qualificat com a amenaçada d'extinció a causa de la destrucció de l'hàbitat, la Unió Internacional per a la Conservació de la Natura considera en una revisió més recent la manca de dades suficients com per a qualificar l'estatus de l'espècie.